# Catedral de San Menas (Heraclión)
La catedral de Agios Minas es una catedral de la Iglesia ortodoxa de Constantinopla ubicada en Heraclión, en Grecia, que sirve como sede del arzobispo de Creta. Fue construida alrededor del periodo de 1862-1895, aunque fue interrumpida en la revolución cretense de 1866–1869. Es una de las catedrales más grandes de Grecia, con una capacidad para albergar a 8.000 fieles. El patrón de la iglesia es san Menas de Alejandría, protector de Heraclión, que se celebra el 11 de noviembre.